# Купніна
Купніна (пол. Kupnina) — село в Польщі, у гміні Новоґруд Ломжинського повіту Підляського воєводства.
Населення — 90 осіб (2011).
У 1975-1998 роках село належало до Ломжинського воєводства.

## Демографія
Демографічна структура станом на 31 березня 2011 року:
|          | Загалом | Допрацездатний вік | Працездатний вік | Постпрацездатний вік |
| -------- | ------- | ------------------ | ---------------- | -------------------- |
| Чоловіки | 50      | 9                  | 31               | 10                   |
| Жінки    | 40      | 8                  | 21               | 11                   |
| Разом    | 90      | 17                 | 52               | 21                   |